# Lallio
Lallio (Lai in dialetto bergamasco) è un comune italiano di 4 228 abitanti della provincia di Bergamo in Lombardia. È situato nel circondario bergamasco e dista circa 5 chilometri in direzione sud-ovest dal capoluogo orobico.
Con la sua piccola estensione, di soli 2,16 km² risulta tra i 100 comuni più piccoli d'Italia, in particolare è il dodicesimo comune più piccolo della Provincia di Bergamo e il trentottesimo comune meno esteso della Lombardia.

## Storia
L'origine di Lallio risale all'epoca della dominazione romana, come si evince dal toponimo stesso che deriva dal latino alea, traducibile con il termine di dado.
Si racconta infatti che sul territorio erano presenti piccoli insediamenti adibiti a luoghi di divertimento (tra cui si praticava appunto il gioco dei dadi) in cui i legionari si radunavano durante il periodo invernale: a tal riguardo anche oggi lo stemma comunale raffigura una scacchiera da gioco. In quel periodo si pensa che vi fosse anche un castrum adibito a luogo di avvistamento e ad avamposto difensivo della città di Bergamo.
In epoca medievale, nel paese si verificò un elevato aumento della popolazione ed un conseguente sviluppo delle unità abitative. Ed è a quegli anni che risale il primo documento scritto che ne attesta l'esistenza: l'11 settembre 875 viene menzionato il territorio di Lalio in un atto contenente il testamento di un abitante del vicino borgo di Stezzano che qui aveva possedimenti territoriali.
In quel periodo il potere era detenuto dal Sacro Romano Impero che, istituendo il feudalesimo, affidò la gestione del territorio alla diocesi di Bergamo. Tuttavia la situazione politica divenne parecchio instabile dal momento in cui cominciarono ad imperversare le battaglie tra guelfi e ghibellini, tanto che su tutto il territorio comunale cominciarono a sorgere numerosi edifici fortificati ed a scopo difensivo, tra cui un castello.
La posizione strategica del paese, considerato una sorta di porta d'accesso al capoluogo orobico, lo rese molto ambito dalle potenze del tempo, tra cui i Suardi, con conseguenti attacchi e battaglie. In una di queste vennero addirittura incendiati sia il castello che la chiesa (situata all'interno del maniero stesso), che allora ricopriva un ruolo molto importante in ambito religioso e giuridico sulle parrocchie vicine, essendo sede plebana ed arcipresbiteriale. 
La situazione ritornò alla normalità quando, nel corso del XV secolo, il paese venne posto sotto la dominazione della Repubblica di Venezia che, con una serie di importanti decisioni, riuscì a migliorare la condizione sociale ed economica. A tal riguardo, il territorio venne interessato dalla costruzione di canali irrigui, su tutti la roggia Colleonesca, che permisero di incrementare la produzione agricola.
Da quel momento non si verificarono più episodi rilevanti sul territorio di Lallio, che seguì le sorti politiche della città di Bergamo.
Durante la seconda guerra mondiale, venne creato un campo di concentramento per i soldati e i disertori catturati dai fascisti o dai nazisti. Il campo si trovava al confine con Lallio, nel quartiere di Grumello del Piano, Bergamo.
Nel dopoguerra invece il paese vide un progressivo abbandono dell'attività rurale, che aveva sempre caratterizzato l'economia locale, a favore di un sempre crescente sviluppo industriale, che ha portato anche un consistente incremento demografico.

### Simboli
Lo stemma e il gonfalone sono stati approvati dal  consiglio comunale il 4 luglio 1963 e concessi con decreto del presidente della Repubblica del 20 ottobre 1964.
Il disegno è stato rinvenuto negli archivi parrocchiali, e in particolare da un'immagine del frontespizio di un inventario del 1707. La scacchiera dovrebbe rappresentare l'etimo del toponimo che deriverebbe dal latino alea, "dado da gioco", poiché la tradizione vuole che i soldati romani trascorressero l'inverno in questa località dedicandosi allo svago e ai passatempi. L'angelo è un riferimento a san Bernardino, a cui è stata intitolata la chiesa più antica risalente al XV secolo.
Il gonfalone è un drappo partito di azzurro e di bianco.

## Monumenti e luoghi d'interesse
Uno dei luoghi di maggior richiamo è indubbiamente la chiesa di san Bernardino. Edificata nel corso del XV secolo, presenta un gran numero di opere tra le quali spiccano numerosi episodi della vita di Maria e affreschi opera di Gerolamo Colleoni e da Cristoforo Baschenis il vecchio. Restaurata nel XX secolo, è stata considerata monumento nazionale.
È inoltre presente la chiesa parrocchiale di San Bartolomeo e Santo Stefano, costruita su progetto di Elia Fornoni nella prima parte del XX secolo in luogo di un altro edificio di culto risalente al XVIII secolo.
Quest'ultima era stata a sua volta edificata per sostituire la precedente parrocchiale del XIV secolo, posta in una posizione troppo decentrata rispetto al principale nucleo abitativo e per questo abbandonata. Successivamente sulle sue rovine venne edificata una cappelletta, denominata "dei mortini", a ricordo delle numerose sepolture avvenute in quel luogo.

## Società

### Evoluzione demografica
Abitanti censiti

## Economia
L’area industriale di Lallio si sviluppa prevalentemente a sud dell’abitato, lungo la strada provinciale 525. Tra le industrie più grandi troviamo Zanetti Spa, Cartiera Cama, Pentole Agnelli, ONT e Magazzini Esselunga.
Tale estesa industrializzazione, unita alla urbanizzazione residenziale, ha reso Lallio primo comune in provincia di Bergamo e terzo in Lombardia per consumo di suolo, con oltre il 66% del territorio comunale cementificato.

## Amministrazione
| Periodo        | Periodo        | Primo cittadino      | Partito                   | Carica  | Note |
| -------------- | -------------- | -------------------- | ------------------------- | ------- | ---- |
| 1995           | 1999           | Maurizio Cividini    |                           | Sindaco |      |
| 1999           | 13 giugno 2004 | Maurizio Cividini    |                           | Sindaco |      |
| 14 giugno 2004 | 7 giugno 2009  | Lamberti Adele       | lista civica Lallio e poi | Sindaco |      |
| 8 giugno 2009  | 25 maggio 2014 | Massimo Mastromattei | lista civica Lallio e poi | Sindaco |      |
| 26 maggio 2014 | 26 maggio 2019 | Massimo Mastromattei | lista civica Lallio e poi | Sindaco |      |
| 27 maggio 2019 | in carica      | Sara Peruzzini       | lista civica Lallio e poi | Sindaco |      |

### Gemellaggi
- Schöngeising

## Sport

### Calcio
La squadra principale di calcio della città è il Lallio Calcio che milita in Prima Categoria.
A Lallio è nato e trascorre i mesi invernali Angelo Domenghini, vincitore negli anni Sessanta di due Scudetti (1964-1965 e 1965-1966) e una Coppa dei Campioni (1964-1965) con'Inter, uno Scudetto con il Cagliari (1969-1970) e un Europeo con la Nazionale Italiana (1968).

## Galleria d'immagini

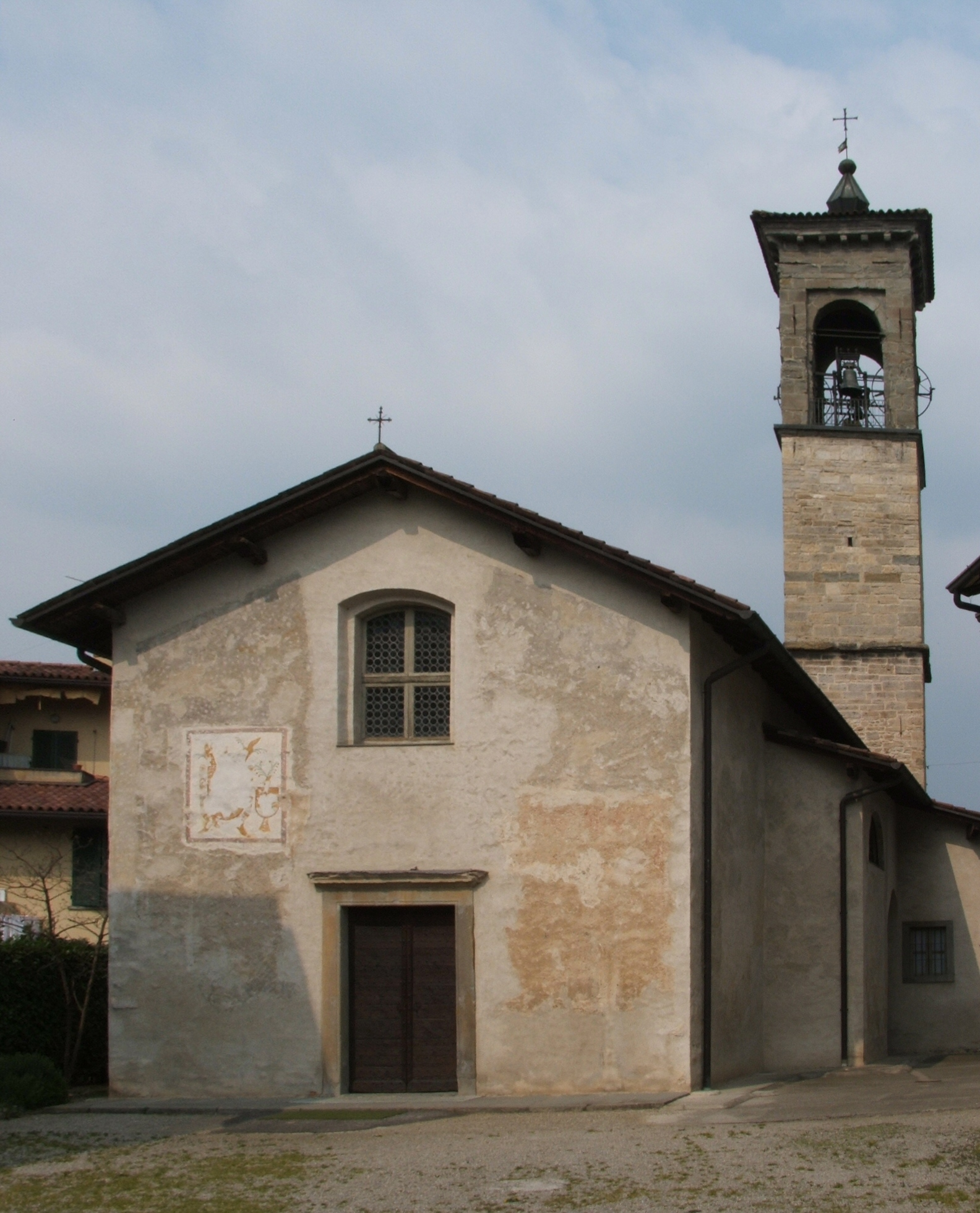
Facciata e campanile della chiesa di San Bernardino
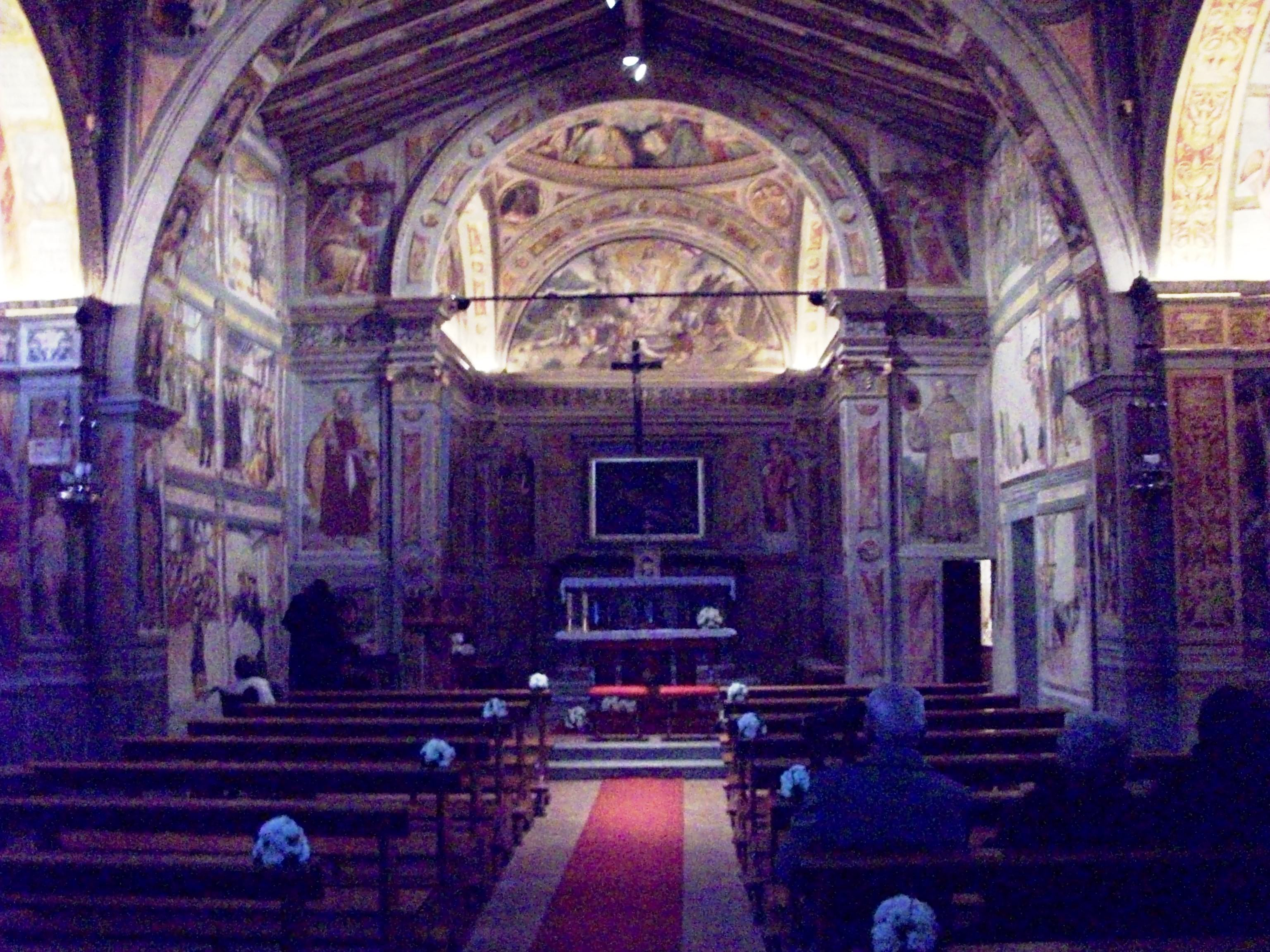
Interno della chiesa di San Bernardino